# 蔣百里
蔣方震（1882年10月13日—1938年11月4日），字百里，號澹寧，以字行，清浙江杭州府海寧州硤石鎮人:471。中華民國時期軍事理论家:471。军事教育家，陸軍上將（追赠），著有《国防论》。

## 生平

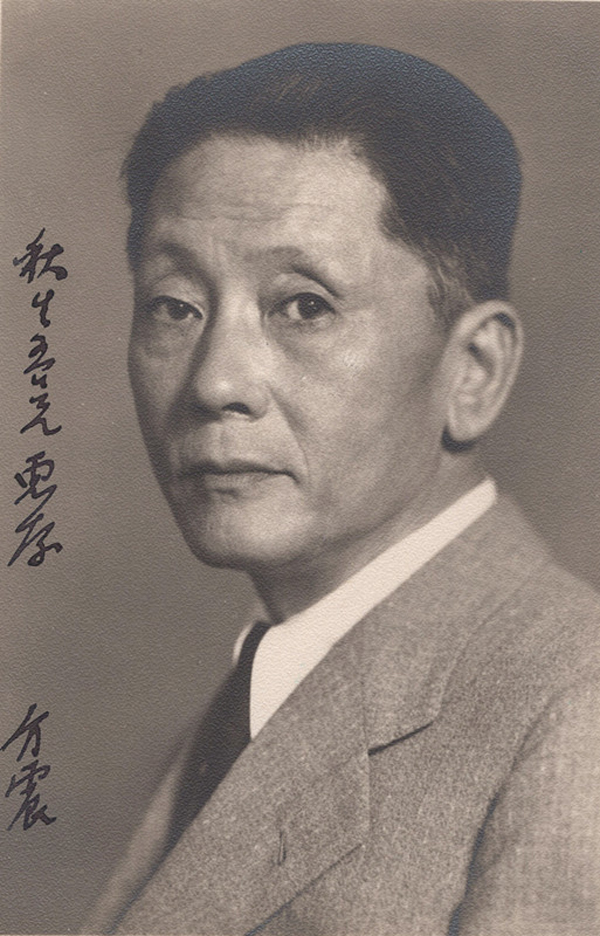
晚年的蒋百里

蔣百里啟蒙於鄉間私塾，接受制義教育。1898年，通過科舉鄉試成秀才。1899年，入浙江求是書院，學「實學」，与钱均夫、厉绥之为同窗。
1901年，蔣百里入讀清華學校，繼而肄業於成城學校。因獲地方官員賞識，受其援助赴日本，先後入成城學校、日本陆军士官学校第十五期學習。:471期間組織浙籍留日學生成立同鄉會，編印刊物《浙江潮》，任首屆主編。亦多次參加留日學生的學生運動。
1906年蔣百里回國，在趙爾巽幕府任東三省督練公所總參議，但為張作霖等舊軍人物排擠。同年去德國實習軍事。:471
1910年再回國，得日本士官學校同學良弼提拔，就任禁軍管帶，後轉趙爾巽幕。1911年任東三省督練公所總參議。:471武昌起義後，同省同屆士官同學蒋尊簋任浙督，蔣百里受其邀，任浙江都督府總參議:471。其後拜門師廕昌薦蔣百里於袁世凱。1912年任保定陸軍軍官學校校長。:471由於經費受陸軍部制肘，自感失信于师生，曾因此自殺未遂，輿論嘩然。
1913年被袁世凱委任为總統府軍事處一等參議，次年著《孫子新釋》。:471
1916年反對袁世凱稱帝，蔣百里流亡至廣東，響應蔡鍔興兵討袁，出任兩廣護國軍都司令部出師計劃股主任:471。不久袁世凯憂死，會蔡鍔亦有疾，遂陪同蔡鍔至日本就醫。後來蔡鍔不治身亡，蔣百里因而失去政治靠山。1917年任黎元洪總統府顧問，著《軍事常識》。:471
往後數年間，蔣百里公職清閒，閒來著書立說，擔任一些雜誌的編輯、組織詩社等。1918年底隨梁啟超赴歐洲考察，1920年回國，投入新文化運動。:4711925年至漢口任吳佩孚軍總參謀長，主張聯絡廣東國民革命軍討伐張作霖，吳不納:471。後來吳佩孚決定聯奉擊馮。蔣百里於1926年辭職回上海投孫傳芳，又因孫投靠張作霖而離去。:471
1929年，唐生智擁兵討蔣介石。蔣百里在保定軍校任校長時，唐生智為其學生，過從甚密。1930年1月，蔣百里因其學生唐生智反蔣介石被牽連下獄:471。1931年「九一八」事變後獲釋。:471
1933年赴日考察，鑑於中日大戰不可避免，擬就多種國防計劃，呼籲當局備戰。:471
1935年任國民政府軍事委員會高等顧問。:471次年春赴歐洲考察，回國後倡議發展空軍，建設現代國防。:471並秘密游說德、意支持中國。 
1936年12月西安事變時，蔣百里在西安調解張學良。抗戰爆發前夕，邀請友人、著名外交家和語言學家厲麟似赴上海助其翻譯德國軍事著作。
1937年夏，出版代表作《國防論》，認為唯有長期抗戰，才能把日本拖垮。:4719月，以蔣介石特使身份訪問義大利王國、納粹德國。:471回國後發表《日本人》及《抗戰的基本觀念》，進一步闡明日本必敗，中國必勝。:4711938年8月，代理陸軍大學校長，11月4日病逝於廣西宜山:471。中華民國政府追贈為陸軍上將。:471

## 佚事

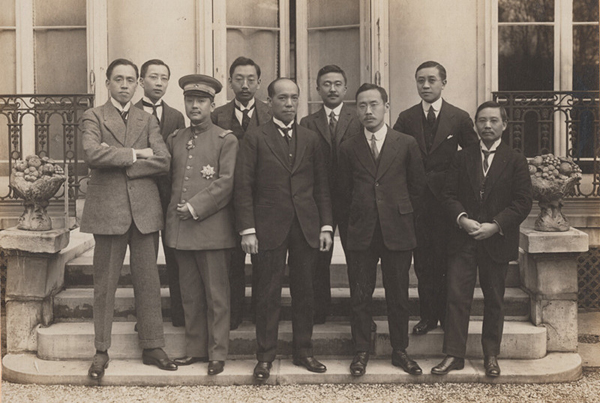
1919年，中国欧洲考察团在巴黎的合影。右二为蒋百里、左二为张君劢、左五为梁启超。左一應為1919年巴黎和会中國五人代表團之一的劉崇傑

1911年，蔣百里從東北逃亡，张作霖素惡其人，派人追殺至火車上。蔣百里因內急，火車職員打開了洗手間供其使用，在外部替其上鎖（原本火車在發車前不會供人使用洗手間），因而得免。
1913年蔣百里任保定軍校校長時，曾因校務有求於陸軍部被拒，有感失信於學生，集會時在師生面前以手槍自戕，幸有侍从迅速将枪夺下。之後結識日籍看護佐藤屋登，與其結婚，婚後佐藤屋子改名為佐梅。二人之女蔣英是著名音樂家，為中國導彈之父錢學森之妻。
1937年蔣百里在廬山為國民政府高級軍官講學，將其所著結成《國防論》。蔣一生精心研究軍事理論及世界軍事狀況，著作宏富，其軍事著作大部收入《蔣百里先生全集》。:471其他著作有《孫子新釋》，《歐洲文藝復興史》等。
1938年，将军病逝后就地敛葬。1947年，其好友陈仪等协助迁葬，起棺时，竟然尸身不朽。其生前至交竺可桢大哭道：“百里，百里，有所待乎？我今告你，我国战胜矣！”一时众人泣不成声。遗骸火化后迁葬西湖，2021年6月23日与钱均夫夫妇一同迁葬浙江安贤园澹苑。

## 评价
有研究者將其人生分作，早年、中年、晚年三個階段。縱觀其一生，其際遇轉折，該三個階段分界顯而易見。早年階段，意指蔣百里出生至1916年，而1916年的轉折處在於蔣百里失去蔡鍔這位摯友兼其政治靠山。這時候，蔣百里少年得志，其回國後也活躍於時局。而且蔣百里的出身與經歷，也是很多清末民初精英典型，實為研究者值得珍視一環。中年階段，意指1917年至1930年。這時，蔣百里退出主要政治舞台，居閒職令其有餘暇撰文，得以組織其國防理論。當中，蔣百里推動湖南、浙江兩省的聯省自治運動值得注意。1920年代中期，蔣百里本有機會東山再起，先後投靠吳佩孚及孫傳芳。北伐早期，對蔣介石餌之以總參謀長不為所動；北伐剛成，對蔣介石命之以勸誘唐生智抵死不從，似乎已注定其琅璫入獄。晚年階段，意指1931年出獄後至其1938年死去。這時，由於先前誤投政治籌碼，在蔣介石主政之年，自是有志難伸。由於蔣百里頗有名氣，蔣介石亦利用羈縻手段應付蔣百里。蔣百里仕途雖不得志，唯其戰略觸覺益發老練，寫下不少猶如「預言」的論文，屢於事後應驗。